# Zdzisław Jachimecki

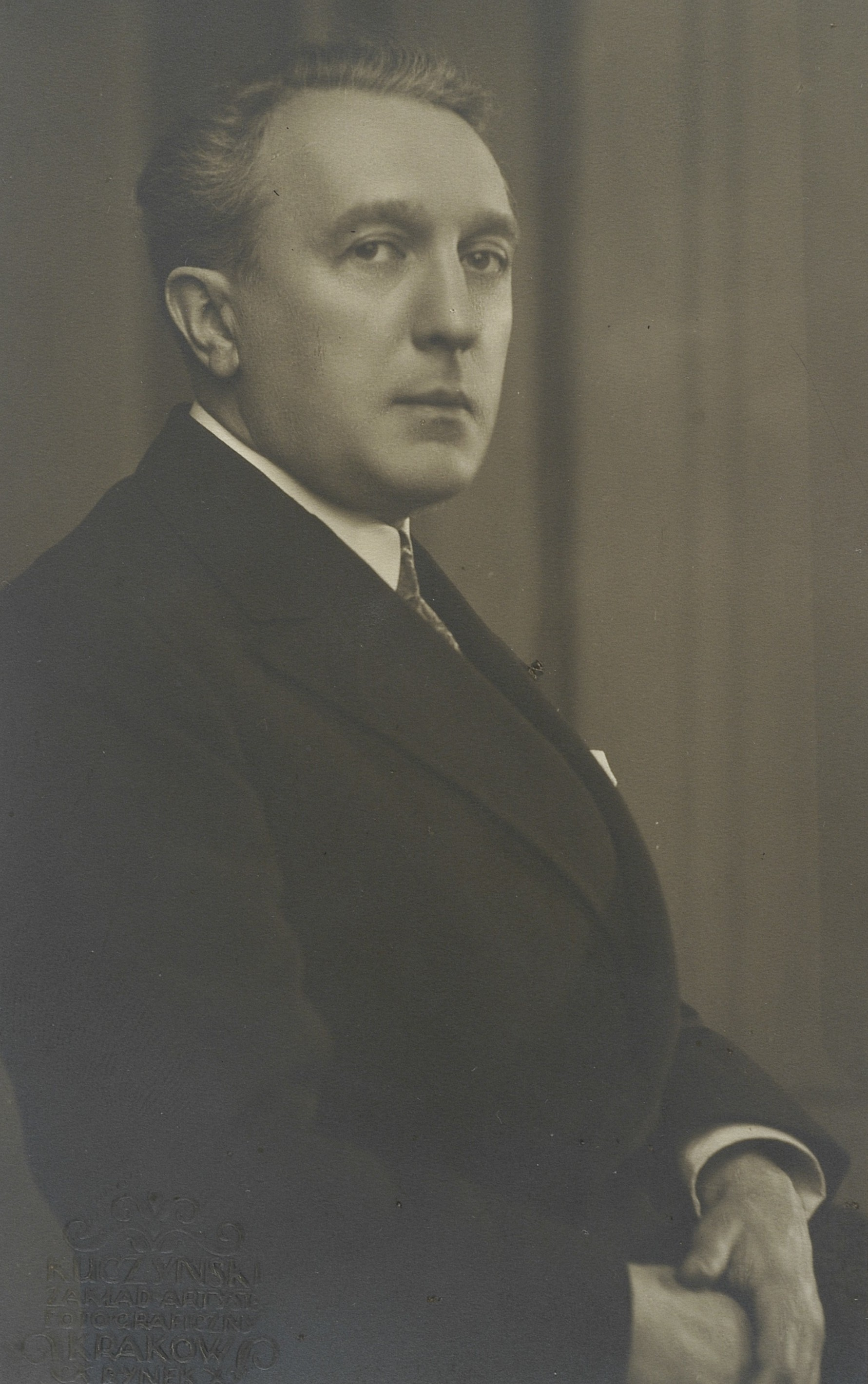
Zdzislaw Jachimecki

Zdzisław Jachimecki (geboren 7. Juli 1882 in Lemberg, Österreich-Ungarn; gestorben 26. Oktober 1953 in Warschau) war ein polnischer Musikwissenschaftler und -pädagoge.

## Leben
Jachimecki hatte als Kind Klavier- und Violinunterricht und war als Gymnasiast als Chordirigent und Komponist aktiv. 1901 belegte er Kurse in Musiktheorie am Konservatorium der Galizischen Gesellschaft bei Stanisław Niewiadomski und Henryk Jarecki. 1902 studierte er Musikwissenschaft bei Guido Adler in Wien, Kontrapunkt und Komposition bei Hermann Graedener und Arnold Schönberg, Philosophie bei Friedrich Jodl und Slawistik bei Vatroslav Jagić.
1903 erschienen seine ersten Artikel im Warschauer Echo Muzyczne, Teatralne i Artystyczne, und er veröffentlichte in Krakau Lieder nach Gedichten von Adam Asnyk, Lucjan Rydel und Leopold Staff. 1906 schloss er sein Studium mit der Promotion über Mikołaj Gomółka bei Guido Adler ab.
Danach kehrte er nach Krakau zurück und wurde Mitarbeiter der Zeitschrift Przegląd Polski. Von 1907 bis 1913 unterrichtete er Musikgeschichte und Komposition. Daneben veröffentlichte er Artikel in den Zeitschriften Przegląd Muzyczny und Kwartalnik Muzyczny und in den Sprawozdaniac Krakowskiej Akademii Umiejętności. Im Jahr 1911 wurde er an der Jagiellonen-Universität in Krakau habilitiert und zunächst Dozent, 1918 Professor für Musikwissenschaft. 1932–33 war er hier Dekan der Philosophischen Fakultät. Daneben gab er Gastvorlesungen in Rom, Florenz, Padua, Bologna, Hamburg, Frankfurt und Budapest.
Im Rahmen der Sonderaktion Krakau wurde er am Montag, dem 6. November 1939, von dem SS-Sturmbannführer Bruno Müller mit über 100 Professoren verhaftet und in das KZ Sachsenhausen deportiert. Er konnte nach einigen Monaten nach Krakau zurückkehren und gab dort im Untergrund Musikgeschichte und -theorie. 1945 erhielt er erneut einen Lehrstuhl an der Jagiellonen-Universität, den er bis zu seinem Tode innehatte. Er wurde u. a. mit dem Komturkreuz des Orden Polonia Restituta ausgezeichnet.

## Schriften
- Józef Haydn 1732-1809, Krakau 1910
- Stanisław Moniuszko (1818-1872), Warschau 1911
- Moniuszko, Warschau 1921
- Ryszard Wagner. Życie i twórczość, Warschau 1922
- Chopin. Rys życia i twórczości, Krakau 1927
- Muzyka polska od czasów najdawniejszych do roku 1930, 5 Bände, Warschau, Krakau 1928–1932
- Bartłomiej Pekiel, Warschau 1948
- Historia muzyki polskiej (w zarysie), Warschau 1920
- Łacińska pieśń do św. Stanisława z XV wieku, Krakau 1935
- W kole zagadnień Bogurodzicy, Lwów 1936
- Mikołaj Gomółka i jego poprzednicy w historii muzyki polskiej, Warschau 1946
- Muzyka kościelna Moniuszki, Warschau 1947
- Muzyka polska w rozwoju historycznym od czasów najdawniejszych do doby obecnej, 1948, 1951
- Muzykologia i piśmiennictwo muzyczne w Polsce, Krakau 1948
- Władysław Żeleński. Życie i twórczość (1837-1921), Krakau 1959